# Eupithecia rectilinea
Eupithecia rectilinea är en fjärilsart som beskrevs av William Schaus 1913. Eupithecia rectilinea ingår i släktet Eupithecia och familjen mätare. Inga underarter finns listade i Catalogue of Life.